# Raïs M’Bolhi
Adi Raïs Cobos Adrien M’Bolhi Ouhab (arabisch رايس وهاب مبولحي; * 25. April 1986 in Paris) ist ein französisch-algerischer ehemaliger Fußballtorwart, der fast 100 Länderspiele bestritt.

## Sportlicher Werdegang

### Vereinskarriere
M’Bolhi hatte im Alter von neun Jahren in seiner Geburtsstadt Paris bei Racing mit dem Fußballspielen begonnen, bevor er 2003 in die Jugendabteilung von Olympique Marseille wechselte. Schon bald lief er regelmäßig für die zweite Mannschaft des südfranzösischen Klubs auf. Eine Chance auf Einsätze im Profiteam bekam er allerdings nicht, und so wechselte M’Bolhi im Januar 2006 ablösefrei nach Schottland und unterzeichnete einen bis Sommer gültigen Kontrakt bei Heart of Midlothian. In der Scottish Premier League blieb ihm jedoch nur die Rolle des Ersatzkeepers. Daher schloss er sich im Sommer 2006 dem griechischen Zweitliga-Klub Ethnikos Piräus an. Zu Beginn seines Engagements kam er regelmäßig zum Einsatz, verlor aber im Laufe der Hinrunde seinen Stammplatz. Deshalb gab ihn der Klub im Winter an den Drittligisten Panetolikos ab, für den er in der Rückrunde spielte.
2008 verließ M’Bolhi Europa und wechselte in die Japan Football League. Beim Drittligisten FC Ryūkyū hütete er als Stammtorwart die komplette Spielzeit das Tor. Dennoch kehrte er im Mai 2009 nach Europa zurück. Für den bulgarischen Klub Slawia Sofia lief er in der A Grupa auf und hielt den Klub mit guten Leistungen im vorderen Ligabereich. Er wurde daraufhin im Januar 2010 als bester Torhüter in Bulgarien ausgezeichnet.
Im Januar 2011 wechselte er zu Krylja Sowetow Samara und unterschrieb einen Dreijahresvertrag. Im Sommer 2014 wechselte er in die US-amerikanische MLS zu Philadelphia Union.
Zur Saison 2015/16 wechselte er zum türkischen Erstligisten Antalyaspor. Nachdem er weiterhin nur Ersatzkeeper war, wechselte er während der Saison 2016/17 wechselte er zu Stade Rennes nach Frankreich. Am 15. November 2017 löste der Klub den Vertrag mit M’Bolhi im gegenseitigen Einvernehmen auf. Seit Anfang 2018 spielt er für al-Ettifaq in Saudi-Arabien.

### Nationalmannschaft
Zwischen 2001 und 2003 wurde M’Bolhi mehrmals in die französische U-16-Auswahl berufen. Anschließend rückte er in die U-17-Nationalmannschaft auf. Weitere Berufungen in andere Nachwuchsmannschaften oder die französische A-Nationalmannschaft fanden nicht statt.
Im Mai 2010 berief der algerische Nationaltrainer Rabah Saâdane M’Bolhi in den vorläufigen Kader der algerischen Nationalmannschaft für die Weltmeisterschaft 2010. In der Nationalmannschaft debütierte er am 27. Mai 2010 im Freundschaftsspiel gegen Irland. Er wurde in der zweiten Halbzeit eingewechselt und kassierte ein Tor per Foulelfmeter. Bei der Weltmeisterschaft 2010 stand er im Vorrundenspiel gegen England erstmals von Beginn an im Tor und blieb dabei ohne Gegentor. Für die Weltmeisterschaft 2014 wurde er erneut in den algerischen Kader berufen und kam in allen Gruppenspielen gegen Belgien, Südkorea und  Russland über die volle Spielzeit zum Einsatz.
Mit der algerischen Nationalmannschaft qualifizierte sich M’Bolhi für das Achtelfinale der Weltmeisterschaft 2014 am 30. Juni 2014 in Porto Alegre gegen die deutsche Nationalmannschaft und wurde trotz der 1:2-Niederlage seines Teams nach dem Spiel als Man of the Match ausgezeichnet. Bei der Fußball-Afrikameisterschaft 2015 war er Stammtorhüter der Algerier. Nach einem 3:1-Auftaktsieg gegen Südafrika folgte eine knappe 0:1-Niederlage gegen Ghana durch ein Tor von Asamoah Gyan in der 92. Minute. Im dritten Gruppenspiel der Gruppe C sicherte man sich mit einem 2:0-Sieg über den Senegal den Einzug ins Viertelfinale, wurde jedoch hinter Ghana trotz Punktgleichheit Zweiter, da das direkte Duell über die Platzierung entschied. Im Viertelfinale schied die Mannschaft gegen den späteren Sieger aus der Elfenbeinküste mit 1:3 aus.